# 鷺とり
『鷺とり』（さぎとり）は、古典落語の演目の一つ。元は上方落語の演目。東京では『雁釣り』（かりつり）、『雁とり』（かりとり）。この項目では、冒頭部以降の展開が異なる『商売根問』（しょうばいねどい）についても記述する。
『鷺取り』と『雁釣り』は、金銭目的で鳥を捕まえようとして失敗した男の起こす騒動を描く。1791年（寛政3年）に出版された笑話本『鳩灌雑話』の「鷺」「鷺の次」が直接の原話とみられるが、ストーリーや描写が似通う民話が日本各地に残っており、これは現在も絵本等で『鴨とり権兵衛』等の題で広く知られる。主な演者に上方の初代桂春団治や2代目桂枝雀など、東京の6代目三遊亭圓窓や4代目柳家つばめなどがいる。
『商売根問』は、男が様々な金儲けの手段を考案しては失敗することをぼやく、小咄の集合のような構成の噺。雀を捕まえようとしたことを話すシーンが『鷺とり』と共通している。

## あらすじ

### 冒頭
隠居（上方では甚兵衛など、東京では「岩田のご隠居」など）が、働かずに遊んでばかりいる男（上方では喜六など、東京では与太郎など）に説教をしている。隠居は「お前は今どこにいる?」と、男の現在の職場をたずねるつもりで聞くと、「隠居の目の前」「自分のかかとの上」などとはぐらかす。
「飯をどうやって食べているんだ?」「箸と茶碗で」「そうじゃない。その米はどこから持ってくるんだ」「米屋が運んできます」「そのお代は?」「踏み倒します」
「そういう考えでは駄目だ!」と隠居が叱ると、男は「自分は金儲けの手段を持っており、一時は鳥屋に売りさばくための『スズメとり』をやっていた」という。男によると、その方法は以下のようなものであった。
餌として、こぼれ梅（＝みりん粕）を用意し（東京では「米を酒にひと晩浸し」）、近所の寺の庭にまく。物陰、あるいは軒上で、用心しているスズメたちの相談が始まる。激論しているところへ異国のスズメ（上方では「江戸っ子のスズメ」、東京では「浪速っ子のスズメ」）がやって来て、啖呵を切って地面に降り、餌を食べてみせる。挑発された残りのスズメたちは、こぞって餌をついばみに地面に降りてくる。餌にはアルコール分が含まれているため、スズメは酔って眠くなる。そこで殻つきのラッカセイの実をまくと、スズメたちはラッカセイを枕にして熟睡してしまう。それをホウキとチリトリでかき集めるのだ。
「で、うまくいったのか?」「ラッカセイをまいたら、音に驚いてみんな逃げてしまいました」
以下、『商売根問』と『鷺とり』で展開が異なる。

### 商売根問
男は、次に『ウグイスとり』に挑んだ、と話す。
男は、ウグイスがよく来るという近所の家の台所を借り、洗濯糊、墨、絵の具を混ぜ、木のような色にしたものを自分の腕へ塗った。家の内側から窓にはしごをかけ、手のひらに米粒を少し乗せて、腕ごと窓から外へ突き出すと、梅の木と勘違いしたウグイスが腕にとまるので、餌のある手のひらに乗ったところをつかんで捕まえることができる、という算段だった。しかし、いざとまったウグイスを握ろうとしたところ、材料の糊が乾いて手が動かなくなってしまっており、無理に動かそうとしてバランスを崩し、はしごから落ちてしまった。
以下、演者により内容が異なる。
- 男はおろし金を「猫いらず・いらず」と言って売り歩いた。ネズミのいる巣穴に立てかけておくと、出入りするたびに少しずつ削れて、やがてなくなってしまうだろうと考えてのこと。
- 河童を捕獲し、動物園に売ろうと考えた男は、「『尻子玉』を抜いて殺す」という伝承に基づいて、橋の下で川に向かって尻を出して待っていたが、通行人にひどい下痢をしていると勘違いされて、橋の上で人だかりができてしまった。群衆のひとりが「本当は何をしているのか」と問うたので、男が「尻で河童を釣るのだ」と答えたところ、大笑いされてしまい、その拍子に男は川に転落した。

### 鷺とり
男は「『スズメとり』『ウグイスとり（上の節参照）』は予行演習のようなもので、本当はサギ（東京では雁。以下、あらすじの記述は項目名にのっとりサギで統一）を捕まえたいのだ」と隠居に語る。計画は以下のようなものである。
サギが池や田で餌をついばんでいるところを見つけ、遠くから「サーギー!」と呼びかける。サギは、特に警戒せずに餌をついばみ続けるだろう。少し近づき、前より小さな声で「サーギー!」と呼びかける。サギは男と距離を保っていると勘違いするだろう。このように、男がサギに近づく距離と反比例するように、どんどん呼び声を小さくしていけば、サギは気づかずに餌をついばみ続けるはずだ。そうしてサギの真後ろまで忍び寄り、棒などで頭を殴って気絶させれば、簡単に捕まえることができるだろう。
隠居はあきれつつも、北野の圓頓寺の池（東京では不忍池）にサギが多く飛来することを男に教える。
夜になって男が池に忍び込み、何十羽ものサギが眠っているのを見つける。計画と違って、男は手づかみであっけなくサギを捕まえることに成功し、縄などの持ち合わせがなかったので、そのサギの首を大量に腰の帯へ差し込んでいく。
男が夢中でサギを帯に差していると、やがて夜が明ける。男の腰に囚われているサギ達が目を覚まし、男に捕まったことに気づいて相談をし、男を驚かすため、一斉に羽をはばたかせはじめる。たちまち男の体が宙に浮かび、やがて高々と空に舞い上がった。そのうち、男の目の前に鉄の棒のようなものが見えてきたので、男は夢中でそれにつかまり、サギを体から放す。男がつかまっているものは四天王寺（東京では浅草寺）の五重塔の相輪であった。
僧侶や野次馬が五重塔のふもとに集まって来て、寺は大騒ぎになる。4人の僧侶が布団を広げて持ち、別の僧侶たちが「コレヘトヘスクフテヤル（これへ飛べ 救うてやる）」と書かれたのぼりを立て、男に塔から飛び降りるよう促す。
すかさず男が飛び降りると、布団を強く張りすぎていたせいで、はね返った男は塔の相輪に戻ってしまったのであった。

## バリエーション
上記のあとに「布団の真ん中に強く飛び込んだ拍子に4人の僧侶の頭が激突して、目から出た火花のせいで街が大火事になった」としてサゲる演じ方もある。かつては、僧侶の頭がぶつかったことで、男が助かって僧侶たちが絶命する、あるいは男が焼死する、という凄惨なサゲが用いられていた。
東京では、鳥を腰に直接くくり付ける、という描写でなく、網で捕まえる、あるいは、鳥の首に縄を巻いて束ねて運ぼうとする、という演じ方をとることもある。また、『嘘つき弥次郎』（『鉄砲勇助』）のように、凍り付いた池の水面に足を取られて動かない鳥を一網打尽にしたところ、夜明けで氷が解ける、という演じ方もある。
2代目桂枝雀は、五重塔のシーンにはめもの「韋駄天」を入れ、「えらいこっちゃ、俄（にわか）じゃ、俄じゃ」と歌い騒ぎながら五重塔に集まってくる野次馬を派手な身振りや表情で演じた。